# Jean Joseph Marie
Jean Joseph Marie est un homme politique français né le 26 mars 1743 à Nantes.

## Biographie
Jean Joseph Marie est le fils de Pierre Marie, sieur de Sestray, avocat à la cour, procureur au présidial du comté de Nantes, et de Françoise Bizeul.
Administrateur de la Loire-Inférieure, il en est élu député le 3 septembre 1791. Il est adjoint au comité de liquidation.